# Perydynina
Perydynina – organiczny związek chemiczny, karotenoid absorbujący światło, barwnik powiązany z chlorofilem w białku perydyninowo-chlorofilowym (PerCP), odpowiedzialny za absorpcję światła u bruzdnic (Dinoflagellata).